# Hans Rütten
Johann „Hans“ Gerhard Rütten (* 4. September 1906 in Deutschland; † nach 1960) war ein deutscher Tontechniker.

## Leben und Wirken
Über Rüttens Herkunft, Ausbildung und frühen Jahre ist derzeit nichts bekannt. Mit der Machtergreifung 1933 begann er als alleinverantwortlicher Tontechniker zu arbeiten und war in den kommenden elf Jahren sehr gut beschäftigt. Arbeitete Rütten zunächst für die unterschiedlichsten (meist kleinen und im Privatbesitz befindlichen) Filmgesellschaften, so wurde er zum Jahresende 1937 von der Tobis-Filmkunst fest angestellt. Rütten sorgte für den Ton bei einer Fülle von mittelwichtigen Unterhaltungsproduktionen. Bei der tendenziösen Großproduktion Der große König wurde er 1940 dem Kollegen Hermann Storr zugeteilt. Nach dem Krieg verließ Rütten die Filmbranche weitgehend. Hans Rüttens letzte bekannte Wohnadresse (1961) befand sich in Berlin-Zehlendorf.

## Filmografie
- 1933: Hochzeit am Wolfgangsee
- 1933: Ein Unsichtbarer geht durch die Stadt
- 1933: Die Finanzen des Großherzogs
- 1934: Äther-Brettl (Kurzfilm)
- 1934: Mein Leben für Maria Isabell
- 1935: Vergiß mein nicht
- 1935: Liebesleute
- 1936: Skandal um die Fledermaus
- 1936: Ave Maria
- 1936: Es geht um mein Leben
- 1937: Togger
- 1937: Condottieri
- 1937: Heimweh
- 1937: Die Umwege des schönen Karl
- 1938: Es leuchten die Sterne
- 1938: Zwei Frauen
- 1938: Verwehte Spuren
- 1938: Spaßvögel
- 1939: Robert und Bertram
- 1939: Die goldene Maske
- 1939: Casanova heiratet
- 1940: Die Geierwally
- 1940: Kopf hoch, Johannes!
- 1940/42: Der große König
- 1941: Die Sache mit Styx
- 1942: Der Fall Rainer
- 1942: Symphonie eines Lebens
- 1942/44: Philharmoniker
- 1943: Ein glücklicher Mensch
- 1943: Die Degenhardts
- 1944/48: Eine alltägliche Geschichte
- 1945: Die Jahre vergehen
- 1945: Leb’ wohl, Christina
- 1951: Nacht am Mont Blanc